# Yoshiaki Koizumi
Yoshiaki Koizumi (jap. 小泉歓晃 Koizumi Yoshiaki; ur. 29 kwietnia 1968 w Mishimie) – japoński projektant gier.
Jest absolwentem Osaka University of Arts. Od 1991 r. pracuje dla Nintendo. Jego pierwszym projektem była gra na SNES The Legend of Zelda: A Link to the Past. Kolejnymi dużymi projektami, przy których brał udział, były Super Mario Kart, Super Mario World 2: Yoshi’s Island i Super Mario 64. Pierwszą grą, przy produkcji, której był jednym z głównych projektantów była The Legend of Zelda: Ocarina of Time, a następnie The Legend of Zelda: Majora’s Mask, Super Mario Sunshine, Donkey Kong Jungle Beat i Super Mario Galaxy.